# Pierre Lalonde
Pour les articles homonymes, voir Lalonde.
Pierre Lalonde, né Alphonse Joseph Jean Pierre Lalonde le 20 janvier 1941 à Montréal (Québec) et mort le 21 juin 2016 à Hudson (Québec), est un chanteur et animateur de télévision québécois. Sa populaire émission Jeunesse d'aujourd'hui fit de lui l'idole de toute une génération. Il est le fils de Marie-Paule Bolduc et du chanteur Jean Lalonde, chanteur vedette surnommé « Le Don Juan de la chanson » ou « Le Crooner » dans les années 1950 à 1970 et qui était aussi animateur de radio.

## Biographie

### Les débuts
Pierre Lalonde fait ses débuts à l'âge de quatre ans à l'émission de radio Café-concert Kraft (CKAC). Il interprète ensuite de petits rôles dans des radioromans, puis fait ses débuts à la télévision dans l'émission Sourire de la France (SRC). Il étudie au collège Mont-St-Louis, où il suit des cours d'art dramatique et de chant. En 1955, il doit accompagner sa mère aux États-Unis après son divorce d'avec Jean Lalonde huit ans plus tôt et son remariage à un Américain, et il entre au Garden City High School (en) de New York. Il revient à Montréal en 1960 pour terminer ses études et, deux ans plus tard, fait paraître un premier 45 tours (Chip chip, chanson à succès, et Mam'zelle Marie-Anne). Les ventes grimpent à 50 000 exemplaires, ce qui est très impressionnant pour l'époque. On l'engage ensuite avec Joël Denis pour coanimer Jeunesse d'aujourd'hui (TM, 1962), première émission du Québec à dépasser le million de téléspectateurs, il animera durant trois ans avant de quitter en 1965. Cette année-là, alors que Pierre Marcotte le remplace aux côtés de Joël Denis, Pierre Lalonde fait le saut à la télévision de Radio-Canada pour animer Jeunesse oblige, aventure qui ne dure qu'une saison. De retour à Jeunesse d'aujourd'hui en 1966, il devient rapidement l'animateur unique de cette émission populaire, qu'il animera jusqu'en 1971.
En 1963, il fait paraître son premier album (En d'autres mots…) et est nommé découverte masculine de l'année au Gala des artistes. Il fonde sa propre étiquette de disque (Prestige) en 1966 et, l'année suivante, anime le Peter Martin Show (WPIX) à New York sous le nom de Peter Martin.

### Les années 1970
Dans les années 1970, son association avec l'auteur Stéphane Venne marque un tournant dans sa carrière. De cette collaboration naît l'album le plus personnel de Lalonde, Inouik (1971). Il donne ensuite une série de concerts à la Place-des-Arts de Montréal, à Québec et à Ottawa avant d'effectuer un retour à la télévision pour animer Pierre, Jean jasent en compagnie de Jean Duceppe (TM, 1973), puis Showbizz (TM, 1976). En 1974, il est le gagnant du Gala du plus bel homme du Canada. En 1979, il enregistre un pot-pourri de ses plus grands succès sur l'album Radio Star célébrant le 25e anniversaire de la station de radio CJMS. Il participe à ce projet avec, notamment, Jean-Pierre Ferland, Nicole Martin, Robert Charlebois et Ginette Reno.

### Les années 1980
En 1981, il effectue un retour sur scène en se joignant à Donald Lautrec et à Michel Louvain pour donner le spectacle Les trois L à la Place-des-Arts. De retour à la télévision, il anime successivement le Pierre Lalonde Show (CFCF, 1981) ; L'ArtiShow, avec Fernand Gignac et Daniel Hétu (Télé-Métropole, 1981) ; le jeu-questionnaire Action Réaction (TQS, 1986-1991), créé et produit par Donald Lautrec ; et Star d'un soir (SRC, 1986-1990), avant d'être remplacé par Marie-Michèle Desrosiers pour la saison 1990-1991. D'août 1979 à mai 1985, il a également animé le jeu télévisé The Mad Dash (en) sur la chaîne anglaise CTV.
En plus de sa carrière de chanteur et d'animateur, Pierre Lalonde compose la musique des chansons Tout et Montréal. Marc Gélinas et Christian Simard sont parmi ceux qui ont écrit pour lui.

### La voix d'une génération
En 1992-1993, il revient, le temps d'une ultime et dernière saison, à la barre de l'émission Star d'un soir, mise en ondes cette fois sur le réseau TVA.
En 1994, Pierre Lalonde effectue un retour sous les projecteurs avec la sortie du CD La voix d'une génération, où il reprend ses plus grands succès. Fort du succès obtenu avec cet album, il en propose un nouvel en 1997, où il rend hommage aux grands auteurs québécois (en reprenant, entre autres, la chanson Du milieu du Pont Jacques-Cartier de Beau Dommage).
En 1999, la chaîne de télévision spécialisée Musimax rend hommage à Pierre Lalonde lors de la diffusion de la première Musicographie consacrée à une vedette québécoise et d'une émission spéciale intitulée Lalonde, d'hier à aujourd'hui et animée par l'imitateur Jean-Guy Moreau.
En 2000, il sort l'album La belle vie, qui coïncide avec une série de spectacles donnée au Casino de Montréal. Il anime également l'émission télévisée Génération 60 sur les ondes de Musimax. L'année suivante, après de nombreuses supplémentaires et un spectacle enregistré dans une version adaptée pour la télé diffusé à Musimax, paraît l'album La belle vie en spectacle.
Avec plus de soixante-dix 45-tours qui cumulent des ventes de quelque 2 800 000 copies et une vingtaine de microsillons pour 625 000 albums vendus, Pierre Lalonde est sans contredit l'idole d'une génération. On compte parmi ses grands succès : C'est le temps des vacances (1963), Nous, on est dans le vent (1963), Donne-moi ta bouche (1967), Caroline (1969), C'est toujours comme ça la première fois (1970), Attention, la vie est courte (1971), Winnipeg (1974) et Besoin pour vivre (1975).
En 2010, à l'âge de 69 ans, Pierre Lalonde annonce publiquement qu'il est atteint de la maladie de Parkinson,,,. Contraint d'arrêter de travailler à cause de cette maladie qui le fatigue beaucoup, il se dit néanmoins serein face à celle-ci.
Pierre Lalonde meurt le 21 juin 2016, à l'âge de 75 ans, entouré des siens, à Hudson, en Montérégie, à la suite d'un long combat contre la maladie de Parkinson et la démence à corps de Lewy,.

### Vie personnelle
Le 21 août 1971, il épouse Monica Campbell en la cathédrale Marie-Reine-du-Monde-et-St-Jacques-le-Majeur de Montréal. Ils divorcent le 15 octobre 1974.
Le 10 décembre 1977, il épouse Clare Lewis au temple de l'Église Unie Wyman Memorial à Hudson, QC. Ils seront ensemble jusqu'à la mort de Pierre
Pierre Lalonde a eu 4 enfants: Alexandra, Andréa, Marie-Clare et Jean-Pierre

## Discographie

### Albums
- 1962 En d'autres mots… (Disques Apex, ALF-1552)
- 1963 Chante pour la jeunesse d'aujourd'hui (Disques Apex, ALF-1560)
- 1964 Dans le vent (Disques Apex, ALF-1565)
- 1965 Jet… première classe (Apex, ALF-1571)
- 1966 Pierre Lalonde (Prestige, PL-100/PLS-1000)
- 1968 Petite fille (Prestige, PL-101)
- 1968 Introducing Peter Martin (Prestige, PLS-103)
- 1969 Pierre Lalonde (Capitol, SKAO-70.022)
- 1969 Mon ami Pierrot (Capitol, ST-70.025)
- 1970 The young years (Capitol, ST-6337)
- 1970 Du gazon, de l'air pur, Brandy et moi (Capitol, ST-70.026)
- 1971 Pierre Lalonde (Capitol, ST.6367)
- 1971 Inouik (Capitol, ST-70.028)
- 1973 Honey, honey (Victor, KPL-1-0016)
- 1977 Entre dans ma vie (Telson, AE-1506)
- 1977 Pierre Lalonde, hier et aujourd'hui. (Nouveaux enregistrements) (K-tel, KF-146)
- 1994 La voix d'une génération : 21 succès souvenir. (Nouveaux enregistrements) (Disques Summum, PL-CD-4306)
- 1997 Aujourd'hui (Mérite, 22-7710)
- 2000 La belle vie (Disques Star, STR-CD-8124)
- 2001 La belle vie en spectacle (Disques Star, STR-CD-8126)
- 2002 Noël avec Pierre Lalonde (Tox, TOXCD3051)

### Simples
- 1962 Chip chip – Mam'zelle Marie-Anne (Apex Français, 13246)
- 1962 Le petit Gonzales – Je ne danserai plus (Apex Français, 13261)
- 1963 Gina – Tout bossa nova (Apex Français, 13282)
- 1963 C'est le temps des vacances – Seul (Apex Français, 13300)
- 1963 Ah! Vive les filles – Le secret du bonheur (Apex Français, 13303 – Avec Donald Lautrec)
- 1963 Tu peux pleurer – Pardonne-moi, oh Jackie (Apex, 13314)
- 1963 Nous, on est dans le vent – Donne-moi (Apex, 13325)
- 1964 Louise – It's gonna be cloudy (Apex, 76907)
- 1964 It's been a long long time – Mimi (Apex, 76928)
- 1964 Oh! Donne-moi ta main – Il est temps de partir (Apex, 13341)
- 1964 Grand-mère – Ce coin de terre (Apex, 13354)
- 1964 Darling je vous aime beaucoup – Forever (Apex, 76952)
- 1964 Aujourd'hui, c'est congé – Un je ne sais quoi (Apex, 13360)
- 1964 L'école – Trois fois merci (Apex, 13374)
- 1964 C'est le temps des vacances – Nous, on est dans le vent (Apex, G-21206 - réédition)
- 1965 Je ne repartirai pas – Double jeu (Apex, 13393)
- 1965 Rêver – Je sais bien qu'un jour (Apex, 13409)
- 1965 Viens plus près mon amour – Je t'appartiens (Apex, 13426)
- 1966 Never again – I believe in miracle (Apex, 76967)
- 1966 Tu n'as pas de cœur – Je croyais (Disco Prestige, DP-4702)
- 1966 Le fer, le marbre et l'acier – Nous prendrons le même chemin (Disco Prestige, DP-4704)
- 1966 Le sourire de mon amour – Je les aime tant (Disco Prestige, DP-4705)
- 1966 Noël, c'est toi – Noël blanc (Disco Prestige, DP 4706)
- 1967 Quand tu reviendras à Montréal – We'll have a ball in Montreal (Disco Prestige, DP-4708)
- 1967 Donne-moi ta bouche – J'ai tant de joie (Disco Prestige, DP-4710)
- 1967 Ces mots stupides – Rien pour faire une chanson (avec Andrée Lalonde) (Disco Prestige, DP-4711)
- 1967 Angelito – Montréal (Apex, 13484)
- 1967 Le week-ends – Dans tes yeux (Disco Prestige, DP-4712)
- 1968 Petite fille – Viens dans mes bras (Disco Prestige, DP-4715)
- 1968 Sleepy Joe – Casino Royal (Disco Prestige, DP-4716)
- 1968 It's getting better – Hello lovers (Disco Prestige, DP-4720)
- 1968 Une poupée – Le temps des feuilles mortes (Disco Prestige, DP-4722)
- 1968 Ticket to ride – Let me tell you babe (Disco Prestige, DP-4724)
- 1969 Sleepy Joe – J'ai tant de joie (Trans-Canada TC, OR 893 - réédition)
- 1969 Sleepy Joe – J'ai tant de joie – Je les aime tant – Le fer, le marbre et l'acier (Maxi 4, M-420 - réédition)
- 1969 Tu n'as pas de cœur – Je croyais – Donne-moi ta bouche – Petite fille (Maxi 4, M-421 - réédition)
- 1969 I'll catch the sun – Put your head on my shoulder (Capitol, 72573 – PRO 102)
- 1969 De plus en plus fort – Prouve-moi que tu m'aimes (Capitol, 85.039)
- 1969 L'amour, le soleil et la plage – Où s'en vont les filles? (Capitol, 85.042)
- 1969 Caroline – Vivre sans toi (Capitol, 85.049)
- 1969 The girl I left behind me – Love looks so good on you (Capitol, 72613)
- 1970 Chaque jour – Quand t'auras vingt ans (Capitol, 85.053)
- 1970 Tous les gens sont les mêmes – T'es pas une autre (Capitol, 85.057)
- 1970 C'est toujours comme ça la première fois – Tu vas cesser tes caprices (Capitol, 85.060)
- 1970 All you'll ever get from me – What can you do? (Capitol, 72626)
- 1971 Attention, la vie est courte – J'aime (Capitol, 85.067)
- 1972 Youppi – Berceuse (Capitol, 85.071)
- 1972 C'est facile – Laissez tout tomber (Barclay, 60199)
- 1972 Je m'ennuie – Dis-moi qui tu aimes (Capitol, 85.073)
- 1973 Honey, honey – L'amour n'est pas un jeu (RCA Victor, 75-5153)
- 1973 Amoureux – Si (RCA Victor, KPBO-5011)
- 1974 Winnipeg – Chanson pour Linda (RCA Victor, KPBO-5038)
- 1974 Va va va – Une femme dans ma vie (RCA Victor, PB-50026)
- 1974 Donne-moi ta bouche – Le fer, le marbre et l'acier (Disques Millionnaires, MH-100533 - réédition)
- 1974 Tu n'as pas de cœur – Je les aime tant (Disques Millionnaires, MH-100534 - réédition)
- 1974 Sleepy Joe – Je ne peux pas t'oublier (Disques Millionnaires, MH-100535 - réédition)
- 1974 Chip chip – C'est le temps des vacances (Disques Millionnaires, MH-100536 - réédition)
- 1974 Nous on est dans le vent – Tu peux pleurer (Disques Millionnaires, MH-100537 - réédition)
- 1974 Louise – Gina (Disques Millionnaires, MH-100538 - réédition)
- 1974 Le petit Gonzales – Seul (Disques Millionnaires, MH-100539 - réédition)
- 1974 Je veux rentrer chez nous – Une question de temps (Disques Millionnaires, MH-100542 - réédition)
- 1975 Besoin pour vivre – La vie est belle (Tembo, STM-1001)
- 1975 J'ai envie de toi – J'ai envie de toi (instrumental) (Tembo, STM-1003)
- 1975 L'amour c'est compliqué (avec René Simard) – L'amour c'est compliqué (instrumental) (Nobel, NL 5712)
- 1976 Viens – Je serai le premier à Mirabel (Tangerine, TAN.30)
- 1976 Revenez à Montréal – Revenez à Montréal (instrumental) (Solo, SO-11402)
- 1976 Showbiz – Showbiz (instrumental) (Deram, 602)
- 1976 Marchons ensemble toi et moi (avec Claude Valade) – Je n'ai pas assez d'un vie (par Claude Valade) (Telson, AE. 100)
- 1977 Une question de temps – Bonjour (Telson, AE. 101)
- 1977 Je veux rentrer chez moi – Detroit City (Telson, AE. 107)
- 1977 Entre dans ma vie – Je t'offrirai (Telson, AE. 114)
- 1977 Réunis (avec Michèle Richard) – Réunis (instrumental) (DSP International, DSP-77011)
- 1978 Tu n'as jamais été aussi loin de moi – Je suis d'ici, je suis d'ailleurs (Telson, AE. 125)
- 1978 Diana – I'm so lonesome, I could cry – Unchained melody (Telson, AF.509)
- 1978 Swing city – Maggie (Splash, 304)
- 1981 Mack the knife – My fine Italian friend (Transbec, BEC-778)
- 1982 Tu as tout chaviré dans ma vie – What a difference you've made in my life (Discor, DIS-0400)
- 1983 Plus que tout – Plus que tout (instrumental) (Mérite, MT-9013)
- 1985 C'est toi la femme de tout' ma vie – I never loved anybody (Disques No.1, NOX-124)
- 1985 Les yeux de la faim – Les yeux de la faim (Fondation Québec-Afrique, projet collectif « Les Yeux de la faim ») (Kébec-Disc, KD-12-1985; Réédition Kébec-Disc, KD-1985)
- 1986 Je sais bien pourquoi je t'aime – Don't you know how much I love you (Chance, CH-2007)

### Compilations
- 1966 Louise (Lero, L-726)
- 1966 Pierre Lalonde et Donald Lautrec (Lero, L-735)
- 1967 À Montréal (Lero, L-748)
- 1968 Disque d'or (Franco FD, FR-49008)
- 1969 Pierre Lalonde (Trans-Canada TC Royal, TCR 1092)
- 1969 24 grands succès de Pierre Lalonde (Trans-Canada TC International, PL 13)
- 1972 Les titres d'or (Capitol, ST-70.030)
- 1973 Pierre Lalonde et ses chansons (Capitol, SL 6722)
- 1973 Caroline (Capitol, SM 70.031)
- 1974 Chansons du Québec. Attention, la vie est courte – J'aime – Youppi – Mon chemin sous les arbres. (Autres titres par Emmanuëlle et Lise Thouin) (Capitol, SQ-70.033)
- 1974 Ça pousse (Victor, KPL-1-0072)
- 1974 21 disques d'or (Archives du Disque Québécois, AQ-21007)
- 1976 Montréal 1976. Revenez à Montréal. (Autres titres par divers interprètes) (Solo, SO-21101)
- 1981 Les 3 L. (Chansons de Michel Louvain, Donald Lautrec et Pierre Lalonde) (Productions Télé-Visuelles, TV-1007)
- 1985 Noël sous la neige. Noël blanc. (Autres titres par divers interprètes) (Disques No. 1, 1846)
- 1989 Une soirée au cabaret avec Pierre Lalonde (Madacy, CC4-6303)
- 1997 Mes jeunes années (Mérite, 22-1059)
- 1997 Nous on est dans le vent (Mérite, 22-1070)
- 1997 Succès de jeunesse vol. 2 (Mérite, 22-1071)
- 2000 Ses 20 plus grands succès (Citation, CCD-1621)

### Collaborations et performances en tant qu'artiste invité
- 1974 René Simard : Noël autour du monde. Le bonhomme hiver (avec René Simard). (Nobel, NBL-602)
- 1979 Radio Star. Medley : Comme j'ai toujours envie d'aimer – Ce n'est qu'une question de temps – Donne-moi ta bouche. (Autres titres par Jean-Pierre Ferland, Nicole Martin, Robert Charlebois, Fernand Gignac et Ginette Reno) (Martin, MR 25)
- 1979 Michèle Richard : Michèle Richard. Réunis (avec Michèle Richard). (DSP International, DSP-1301)

### Animation télé
- 1954 Sourire de la France (SRC)
- 1961 Le Club de jazz : animateur
- 1962-1964 Jeunesse d'aujourd'hui (Télé-Métropole) : coanimateur
- 1965-1966 Jeunesse oblige (SRC) : animateur
- 1966-1971 Jeunesse d'aujourd'hui (TVA) : animateur
- 1967-1968 The Peter Martin Show (WPIX) : animateur
- 1973-1974 Pierre, Jean jasent : coanimateur
- 1976-1977 Showbizz : animateur
- 1979-1985 The Mad Dash (en) (jeu, CTV) : animateur
- 1981-1982 L'ArtiShow : coanimateur
- 1981-1984 Pierre Lalonde Show : animateur et aussi producteur (en 1982 et 1984) (CTV)
- 1983-1985 Circus (en) (variétés, CTV) : animateur
- 1986-1990 Star d'un soir : animateur
- 1986-1990 Action Réaction (jeu, TQS) : animateur
- 1992-1993 Star d'un soir : animateur
- 2000 Génération 60 (MusiMax) : animateur

### Filmographie
- 1973 La Maîtresse Film de François Gir dans lequel on ne l'aperçoit que brièvement en second plan.

### Distinctions et articles connexes
- 1974 : Plus bel homme du Canada
- 2011 : Médaille d'honneur de l'Assemblée nationale[17]